# Michael Ngoo
Michael Ayodeji D. Ngoo (ur. 23 października 1992 w Londynie) – angielski piłkarz, członek reprezentacji U-19 oraz U-20. Zdobywca II miejsca w Pucharze Ligi Szkockiej (2012/2013) oraz w Pucharze Albanii (2018/2019), zwycięzca Superpucharu Albanii (2017).